# 立川病院
国家公務員共済組合連合会 立川病院（こっかこうむいんきょうさいくみあいれんごうかい たちかわびょういん、英語: Tachikawa Hospital）は、東京都立川市にある医療機関。国家公務員共済組合連合会の直営病院である。地域医療支援病院、災害拠点病院である。病院の理念は「質の高い、思いやりのある医療を実践する。」慶應義塾大学病院の関連病院である。

## 沿革
1944年（昭和19年）2月11日（紀元節）に東京第二陸軍共済病院として開院した。院長ほか幹部は陸軍出身だが、医師については慶應義塾大学医学部に派遣要請をした。慶應義塾大学からの派遣は戦後も続き、現在に至るまで慶應義塾大学との関連が深い。陸軍病院ではあったが、一般の地域住民でもかかれる病院であった。1945年（昭和20年）4月4日の空襲により、薬品倉庫等が焼失し、複数の看護師が死亡するなど相当の被害を受けた。
1945年9月1日に陸軍の手を離れ、傷痍軍人遺家族救恤立川病院と名称が変更される。一方で、大蔵省の大平正芳（給与局第三課長）らは現業職員にあって非現業職員にない福利厚生事業である直営病院事業を発足させるため検討を行った。その結果、立川病院ほか4病院は1947年4月1日に大蔵省が買収し、同年に設立された財団法人政府職員共済組合連合会の病院（財団法人政府職員共済組合連合会立川病院）に移管した。病院は一般病床、結核病床、伝染病床で構成され、診療科目は内科、外科、小児科、産婦人科、耳鼻咽喉科、皮膚科、泌尿器科、眼科、理学療法科の9科であった。病院は4月1日を創立記念日とした。
初代院長は陸軍共済病院時代の院長名になっているが、実際には院長はそれ以前に辞職しており、不在の状態であった。1947年10月15日に慶應義塾大学教授であった石田二郎が着任し、正式にトップが決まった。
のち財団法人は1949年6月1日に認可法人非現業共済組合連合会に承継され、1958年5月1日に現名称となる（法改正によりその後、等の字が入ることがあった）。
1964年7月15日には全面改築された新診療棟・新病床に移る。また、立川市ほか4市の一部事務組合（立川地区共立病院組合）の委託を受けて伝染病床（法定伝染病患者収容施設）を運営していた。
医療従事者の人材育成として、看護師養成のため、1952年4月に付属立川高等看護学院を設置し、2000年3月の閉校まで運営した。また1971年4月1日臨床研修病院に指定されるなど、早くから医師の人材育成にも取り組んでいる。
2015年3月　旧本館が老朽化し、南病棟・東病棟など分散した施設を集約するため、西側隣地（立川簡易裁判所・立川区検察庁・立川地方合同庁舎の跡地）に9階建ての新棟を建設することとし、着工。
2017年7月　新棟竣工・新病院オープン。なお、新棟移転後に、東側隣地にある旧南病棟・東病棟等を解体し、その敷地を財務省へ返還する予定。
2018年2月　旧診療棟を「別館」としてリニューアルオープン、健診センター等が入る。
2018年10月　別館南側（旧本館跡）にロータリーを新設。路線バスが乗り入れを開始。

## 診療科
- 循環器内科
- 血管外科
- 消化器内科
- 消化器外科
- 呼吸器内科
- 呼吸器外科
- 糖尿病・内分泌代謝内科
- 腎臓内科
- 泌尿器科
- 血液内科
- 脳神経内科
- 脳神経外科
- 精神神経科
- 整形外科
- 皮膚科
- 形成外科
- 膠原病・リウマチ内科
- 婦人科
- 産科
- 乳腺外科
- 小児科
- 眼科
- 耳鼻咽喉科
- 歯科口腔外科
- 救急科
- 麻酔科
- リハビリテーション科
- 緩和ケア科
- 放射線治療科
- 放射線診断科
- 病理診断科

## 医療機関の指定等
- 保険医療機関
- 救急告示医療機関
- 休日・全夜間診療事業実施医療機関（内科系、外科系）
- 労災保険指定医療機関
- 指定自立支援医療機関（更生医療・育成医療・精神通院医療）
- 身体障害者福祉法指定医の配置されている医療機関
- 精神保健指定医の配置されている医療機関
- 生活保護法指定医療機関
- 医療保護施設
- 結核指定医療機関
- 指定養育医療機関（未熟児医療）
- 原子爆弾被害者一般疾病医療取扱医療機関
- 第二種感染症指定医療機関
- 公害医療機関
- 地域医療支援病院
- 臨床研修病院
- 災害拠点病院
- 特定疾患治療研究事業委託医療機関
- DPC対象病院
- 小児慢性特定疾患治療研究事業委託医療機関
- 地域型認知症疾患医療センター

## 交通アクセス
- JR東日本南武線西国立駅下車、徒歩3分
- JR東日本中央線立川駅南口下車、徒歩15分
- 多摩都市モノレール立川南駅下車、徒歩15分
- JR東日本立川駅南口4番乗り場より立川バス国立駅南口行で「立川病院」下車
- JR東日本国立駅南口6番乗り場より立川バス立川駅南口行で「立川病院」下車

立川バスは、2018年10月16日から別館南側（旧本館跡）に新設されたロータリーに乗り入れを開始した。但し、くるりんバス錦ルート立川駅南口行き（時間帯により遠回りするため、通院用としては不便）は従前からのバス停（南側道路上）を引き続き使用している。